# Toxorhina (Toxorhina) nigrivena
Toxorhina (Toxorhina) nigrivena is een tweevleugelige uit de familie steltmuggen (Limoniidae). De soort komt voor in het Neotropisch gebied.